# Cylindrogullmia
Cylindrogullmia, en ocasiones erróneamente denominado Cylindrogullma, es un género de foraminífero bentónico de la subfamilia Allogromiinae, de la familia Allogromiidae, del suborden Allogromiina y del orden Allogromiida. Su especie tipo es Cylindrogullmia alba. Su rango cronoestratigráfico abarca el Holoceno.

## Clasificación
Cylindrogullmia incluye a la siguiente especie:
- Cylindrogullmia alba